# Neustadt bei Coburg
Neustadt bei Coburg (cũng viết là Neustadt b. Coburg) là một đô thị tại huyện Coburg phía bắc Bayern, Đức. Đô thị này tọa lạc 15 km về phía đông bắc của Coburg.
Neustadt bei Coburg có 12 đơn vị dân cư (Ortsteile): 
| - Aicha - Birkig - Boderndorf - Brüx - Ebersdorf - Fechheim - Fürth am Berg | - Haarbrücken - Höhn - Horb - Kemmaten - Ketschenbach - Meilschnitz - Mittelwasungen - Neustadt b. Coburg | - Plesten - Rüttmannsdorf - Thann - Unterwasungen - Weimersdorf - Wellmersdorf - Wildenheid |